# Latinos FC
Der Latinos Football Club ist ein  Fußballverein aus der kaimanischen Hauptstadt George Town. 

## Spielbetrieb
Die Männer- und Frauenmannschaft spielt jeweils in der ersten nationalen Liga der Cayman Islands Football Association. Das Team der Männer ist Mitglied der Premier League, die Frauenmannschaft des Vereins tritt unter dem Namen Latinas FC im Spielbetrieb der nationalen Frauenliga an.

## Erfolge
Die erste Mannschaft der Männer hat einige Erfolge vor zu weisen:
- CIFA Foster’s National League 1x: 2003/04
- CIFA FA Cup 2x: 2003/04, 2006/07